# Phương ngữ Cairo
Phương ngữ Cairo, thường được gọi đơn giản Tiếng Ả Rập Ai Cập, là phương tiện ngôn ngữ chính được sử dụng trên khắp Ai Cập.
Phương ngữ này là nền tảng cho tiếng Ả Rập Ai Cập.Ban đầu là phương ngữ của thủ đô Cairo, nó đang được hàng triệu người nói trên khắp Ai Cập, đặc biệt là ở các khu vực thành thị, sử dụng như một ngôn ngữ của cuộc sống hàng ngày. Số lượng người bản ngữ cũng lên đến vài triệu người. Sự đa dạng được mô tả ở đây được nói bởi tầng lớp trung lưu vì nó cũng thường được nghe thấy trên các phương tiện truyền thông (radio, TV,...)

## Hình Thái Học
- Phương ngữ Cairo có xu hướng sử dụng từ số nhiều btaa (بتاعة, المؤنث) cho nam và bta'a (الجمع) cho nữ.
- Dạng bị động của phương ngữ Cairo được sử dụng bằng cách sử dụng tiền tố it-o-n-zi.Ví Dụ:
  - ghassil (tiếng Ả Rập) → 'atghsil hoặc' anghsal '(phương ngữ Cairo)

## Từ Vựng
Hầu hết các từ của tiếng Ả Rập Ai Cập có nguồn gốc từ tiếng Ả Rập, nhưng những thay đổi đã xảy ra trong cách phát âm của chúng, và cũng có một số lượng lớn các từ tiếng Ai Cập có nguồn gốc từ tiếng Coptic như:عنتيل,بعبع,بَحّ,يللا,بره,بـِخّْ,كلكع,كمان,كُحة, لقمه,قله,زير,تـَفّه,شأشأ,شبوره,جلابيه,... Phương ngữ Cairo cũng vay mượn nhiều từ tiếng Anh, tiếng Pháp và tiếng Ý

## Ngữ Pháp
Đại từ biểu thị (دا, دي, دول) và đại từ nghi vấn (إيه, فين, إمتا...) đứng theo thứ tự, và đây là một đặc điểm bao gồm tất cả các phương ngữ của tiếng Ả Rập Ai Cập, và sự hiện diện của nó có thể được giải thích bởi ảnh hưởng của phân lớp tiếng Coptic thịnh hành ở Ai Cập, ví dụ:
- هذا الرجل (tiếng Ả Rập) → الراجل دا (phương ngữ Cairo)
- ما اسمك (tiếng Ả Rập) → اسمك إيه؟ (phương ngữ Cairo)
- لم أشرب (tiếng Ả Rập) → ماشربتش (phương ngữ Cairo)

Phân tích cú pháp (thay đổi phần cuối của các từ để biểu thị chức năng của chúng) hoàn toàn không xuất hiện trong các phương ngữ của tiếng Ả Rập Ai Cập, tiếng Coptic hoặc tiếng Ai Cập. Phương Ngữ Cairo có ba trường hợp: tố cáo, chỉ định và giới từ.

## Xem Thêm
- Cairo
- tiếng Ả Rập
- Ai Cập
- tiếng Coptic

## Chú Thích
1. ↑  https://iso639-3.sil.org/code/arz
2. ↑  phương ngữ này có chung mã iso với tiếng Ả Rập Ai Cập
3. ↑  https://iso639-3.sil.org/code/arz
4. ↑  phương ngữ này có chung mã iso với tiếng Ả Rập Ai Cập